# Massimiliano Neri (mannequin)
Massimiliano Neri, né le 14 juin 1977 à Naples, est un mannequin italien.

## Biographie
Neri est né à Naples en 1977. Il passe généralement l’été à Capri. Bruce Weber était en train de prendre des photos d'Helena Christensen et Alex Lundqvist lorsqu’il a rancontré Neri. Weber a pris quelques photos de Neri aussi.
Après un mois Jack Pierson a vu les photos de Neri et il est venu à Naples et a pris quelques photos de lui. Il a envoyé les photos aux agences de mannequins. Après avoir posté des photos, Neri a commencé sa carrière professionnelle en 1995. Neri a travaillé comme modèle pour les marques Dolce & Gabbana, Versace, Levi Strauss & Co., Krizia,.
Il a fait une publicité télévisée pour les lunettes de soleil de marques Versace diffusée dans toute l’Europe. En Nouvelle-Zélande, il a obtenu une place dans une publicité télévisée pour Levi's.